# 立川直樹
立川 直樹（たちかわ なおき、1949年 - ）は東京都出身のプロデューサー・ディレクター。メディアの交流をテーマに1960年代後半から、音楽、映画、美術、舞台など幅広いジャンルで活躍している。

## 略歴
1968年、グループ・サウンズ、ザ・ルビーズにベーシストとして加入。当時の芸名はミック立川だった。
尚、後に親交を持つ沢田研二とは、ザ・タイガースの武道館公演で、ザ・ルビーズが前座を務めた際、顔を合わせている。
1990年に創設された、キリンプラザ大阪コンテンポラリー・アワード（のち「キリンコンテンポラリー・アワード」、「キリンアートアワード」と改称）の審査員を初回から2002年まで務め、ヤノベケンジや束芋などのアーティストを世に送り出した。
1998年、横浜ランドマークプラザで開催された漫画家・赤塚不二夫の大回顧展「これでいいのだ赤塚不二夫展」ではプロデューサーを務め、連日盛況を齎した。
2015年よりラジオ番組『RADIO SHANGRI-LA』に、森永博志（2024年春からは杉山恒太郎）とともにパーソナリティとして出演している。

## 作品

### 著書
- ビートルズの本（広済堂出版〈Kosaido books〉、1977年） 全国書誌番号:77027448
- ピンク・フロイド : 吹けよ風, 呼べよ嵐（新興楽譜出版社、1978年）全国書誌番号:78013216
- 虹色の望心鏡：立川直樹インタビュー集（八曜社、1979年）NCID BC07564498
- ポリス：宣戦布告（新興楽譜出版社、1980年）全国書誌番号:81010597
- ピンク・フロイド : One of these days（シンコー・ミュージック、1992年）ISBN　4-401-61410-0
- ビートルズ王国：四人の歴史（シンコー・ミュージック〈ロック文庫〉、1993年）ISBN　978-4-401-61409-7
- シャングリラの予言（森永博志共著、講談社、1995年）ISBN　978-4-06-207554-1
  - （改題・再編集[5]）「快楽」都市遊泳術：クラブシャングリラの予言（森永博志共著、講談社〈講談社+α文庫〉、1998年）ISBN　978-4-06-256307-9
- 名曲歳時記：人生を彩る200曲（講談社〈講談社ニューハードカバー〉、1996年）ISBN　978-4-06-264015-2
- 何気ないことを大切にする仕事術（講談社〈講談社ニューハードカバー〉、1998年）ISBN　978-4-06-264086-2
- セルジュ・ゲンスブールとの一週間（リトル・モア、1998年）ISBN　978-4-947648-63-1
- シャングリラの予言 続：Club Shangrila 1999-2001（森永博志共著、東京書籍、2002年）ISBN　978-4-487-79778-3
- 父から子へ伝える名ロック100（祥伝社〈祥伝社新書〉、2007年）ISBN　978-4-396-11090-1
- Tokyo 1969（日本経済新聞出版社、2009年）ISBN　978-4-532-16701-1
- すべてはスリーコードから始まった：ROCK, BUSINESS ENTERTAINMENT（石坂敬一共著、発行：ローソンHMVエンタテイメント、発売：サンクチュアリ出版、2016年）ISBN　978-4-86113-280-3
- ザ・ライナーノーツ（HMV Record Shop、2018年）ISBN 978-4-907301-37-8
- CONVERSATION PIECE：ロックン・ロールを巡る10の対話（SUGIZO・TAKURO共著、パルコエンタテインメント事業部、2020年）ISBN　978-4-86506-335-6
- I Stand Alone：音楽、映画、アート、食、そして旅。96のキーワードでひもとく立川直樹という生き方。（立川直樹・語り手、西林初秋・書き手、青幻社、2020年）ISBN　978-4-86152-814-9
- ラプソディ・イン・ジョン・W・レノン（パルコエンタテインメント事業部、2020年）ISBN　978-4-86506-350-9
- 音楽の聴き方：聴く。選ぶ。作る。音楽と生きる日々とスタイル。（立川直樹・語り手、西林初秋・書き手、発行：ヨシモトブックス、発売：ワニブックス、2022年）ISBN　978-4-8470-7142-3

### 映画
- マルサの女 - 音楽監督
- 曼荼羅 若き日の弘法大師・空海 - 音楽監督
- 悲情城市 ヴェネツィア国際映画祭 金獅子賞受賞 - 音楽監督
- 紅夢 ヴェネツィア国際映画祭 銀獅子賞受賞 - 音楽監督
- 真夜中まで - 音楽監督
- この世の外へ クラブ進駐軍 - 音楽監督

## 出演番組

### ラジオ
- RADIO SHANGRI-LA（FM COCOLO） - 毎週日曜22:00-23:00